# هونوريه نجباندا
هونوريه نجباندا (5 مايو 1946 - 21 مارس 2021) سياسي ودبلوماسي من الكونغو. شغل منصب وزير الدفاع في عهد الرئيس موبوتو سيسي سيكو.